# Хоба Антон Володимирович
Анто́н Володи́мирович Хоба (5 листопада 1992 — 26 січня 2020) — старший сержант Збройних Сил України, учасник російсько-української війни.

## З життєпису
Народився 1992 року в місті Шостка (Сумська область). 2010-го закінчив Шосткинський професійний ліцей № 10, здобув професію апаратника технологічної продукції. Півроку працював розмелювачем деревини — у ТОВ «Стандарт-2002», від 2012 по 2014-й — пресувальник на заводі «Імпульс». Входив до складу Шосткинського козацького товариства.
31 липня 2014 року підписав контракт, сапер 91-го полку. Від 12 вересня по 2 листопада 2014-го проходив першу ротацію — під Дебальцевим. В грудні 2014 року із групою однополчан-добровольців виїхав в район ДАП, з 15 грудня виконував завдання безпосередньо в аеропорту. Від 2016-го до 4 серпня 2017 року проходив службу 1-му мехбатальйоні 53-ї бригади; брав участь у бойових діях на Світлодарській дузі. Повернувшись з фронту, був активно задіяний в ГО «Братерство». Брав участь в патріотичному вихованні молоді, зокрема — у патріотичному таборі «Лицар честі ім. Івана Євдокименка». 17 травня 2018-го повернувся на контрактну службу; старший сержант, командир інженерно-саперного відділення — начальник інженерної служби 13-го батальйону. Займався інженерним обладнанням.
26 січня 2020 року вдень загинув від мінно-вибухової травми внаслідок підриву на міні-пастці біля смт Північне (підпорядковане місту Торецьк), ще один військовик зазнав бойової травми.
28 січня 2020-го похований у Шостці на Алеї Слави кладовищі Садового мікрорайону. Того дня у Шостці оголошена жалоба.
Залишились батьки і брат.

## Нагороди та вшанування
- Указом Президента України № 177/2020 від 12 травня 2020 року, «за особисту мужність і самовіддані дії, виявлені у захист державного суверенітету та територіальної цілісності України», нагороджений орденом «За мужність» III ступеня (посмертно)[3].
- Вшановується в меморіальному комплексі «Зала пам'яті», в щоденному ранковому церемоніалі 26 січня[4][5].
- Почесний громадянин Шосткинської міської територіальної громади[6].
- в Шостці відкрито меморіал; на ньому зазначено й ім'я Антона Хоби[7]